# Södra Mörtetjärnet
Södra Mörtetjärnet är en sjö i Eda kommun i Värmland och ingår i Göta älvs huvudavrinningsområde. Sjön har en area på 0,0316 kvadratkilometer och ligger 219 meter över havet.

## Delavrinningsområde
Södra Mörtetjärnet ingår i det delavrinningsområde (662187-130094) som SMHI kallar för Utloppet av Östra Buvattnet. Medelhöjden är 227 meter över havet och ytan är 25,02 kvadratkilometer. Det finns inga avrinningsområden uppströms utan avrinningsområdet är högsta punkten. Buvattsälven som avvattnar avrinningsområdet har biflödesordning 3, vilket innebär att vattnet flödar genom totalt 3 vattendrag innan det når havet efter 305 kilometer. Avrinningsområdet består mestadels av skog (80 procent). Avrinningsområdet har 2,96 kvadratkilometer vattenytor vilket ger det en sjöprocent på 11,8 procent.